# 루시 샤피로
루시 샤피로(Lucy Shapiro, 1940년 7월 16일 ~)는 미국의 발생생물학자이다. 스탠포드 대학교 의과 대학의 발생생물학 교수이자 암 연구소의 루드비히 교수, 분자유전의학 벡먼 센터의 책임자이다. 그는 발생생물학의 근원적 질문을 고찰하고자 미생물을 이용한 새로운 연구 분야를 개척하였다. 그의 연구는 줄기 세포 기능의 근본 원리와 생물 다양성 발생에 대한 이해를 증진시켰다. 그가 제시한 관념들은 세균의 유전 연결망 이해에 혁신을 가져왔고, 연구자들이 항생제 내성을 무마시키고 신종 전염병을 퇴치하기 위한 신약을 개발하는 데 도움을 주었다. 2013년, 샤피로 박사는 "세균 세포가 세포 분화 및 궁극적으로 모든 유기체의 다양성 발생에 기반을 둔 체계 공학 패러다임으로 작용하는 시간과 공간에서 기능하는 통합된 유전 회로에 의해 제어된다는 선구적인 발견"으로 2011년의 국가 과학 훈장을 받았다.

## 젊은 시절과 교육
루시 샤피로는 뉴욕에서 태어났으며, 브루클린에서 자랐고, 뉴욕 공립 학교 169에서 초등학교를 다녔다. 그 후 그는 뉴욕 시의 음악 예술 고등학교(피오렐로 H. 라가디아 예술 고등학교의 전신)에 입학하여 순수미술을 전공하였다.
그는 순수미술과 생물학을 복수 전공하였고, 1962년 브루클린 칼리지에서 두 학문의 학사 학위를 받았다. 그는 피렌체의 시인 단테를 다룬 학부 졸업 논문에서 그가 왜 라틴어가 아닌 모국어로 된 글쓰기를 선택하였는가에 대해 조사하였다. 로크펠러 대학교의 Theodore Shedlovsky 교수는 샤피로가 유기 화학 과정을 수강할 것을 권유하였고, 그는 유기 화학의 시각적 양상과 지적인 엄격함 모두에 흥미를 느끼게 되어 연구 진로를 바꾸게 되었다. 그는 1966년 알버트 아인슈타인 칼리지 의과 대학에서 분자생물학 박사 학위를 받았으며, 이곳에서 J. 토마스 어거스트와 제라드 허위츠와 함께 최초의 RNA-의존성 RNA 중합효소를 연구하였다.
샤피로 박사는 자신의 초창기 브루클린 시절과 과학에 있어서 자신의 삶을 성찰한 글을 생화학 저널에 발표하였다.

## 연구

### 업적
알버트 아인슈타인 칼리지 의과 대학에서 박사후 과정 학생으로 6개월을 보낸 샤피로는 교수진에 합류하여 자신의 연구실을 세워달라는 요청을 받았다. 가장 연구하고 싶은 것을 물어 봤을 때, 샤피로는 1차원 유전 암호인 DNA가 어떻게 3차원 유기체로 변형될 수 있는 지에 매료되었음을 분명히 하였다. 샤피로는 추출된 세포 내용에 대한 시험관 연구를 뛰어넘어, 실제 살아있는 세포의 3차원 구조와 행동을 조사하기를 원하였다. "내가 찾을 수 있는 가장 간단한 형태의 유기체를 찾았고, 살아있는 세포의 복합적 구성 요소가 어떻게 함께 작동하는지 배우기 시작했다." 그는 단세포 유기체 카울로박터 크레센투스를 모델 생물로 택하고, 세포 주기를 제어하는 특정한 생물학적 과정을 규명하는 시도에 착수하였다.
그와 그의 학생들은 세균 세포 생물학에 대한 믿음을 뒤집는 사실을 발견하였다. 각 세포 주기에서, 카울로박터는 비대칭적인 두 개의 딸세포로 나뉜다. 하나의 유주 세포는 유영을 할 수 있는 꼬리 모양의 편모가 있고, 다른 딸 세포는 이것을 표면에 고정시키는 자루를 가지고 있다. 유주 세포는 짧은 운동성 기간 뒤 자루 세포가 된다. 염색체 복제와 세포 분열은 자루 세포에만 일어난다. 고르게 분산된 단백질 혼합물을 함유하지 않는 단세포 카울로박터는 발달적으로 적절한 시기에 변화가 일어날 수 있도록 세포 주기의 각 단계를 조절하는 특정한 "장치"가 함께 작용하는 고도로 조직화된 공장과 유사하다. DNA는 특정 분자 집단에 의해 주기당 한 번씩 복제된다. 한번에 단일 DNA 복제가 세포의 각 반쪽에 배치되면, 다른 기제가 세포의 중간을 두 딸 세포로 분리하도록 억제한다. 샤피로는 세균의 DNA 복제가 공간적으로 조직된 방식으로 일어나고 세포 분열이 이 공간 구성에 의존한다는 것을 보여준 최초의 연구자였다.
1990년대 후반, 샤피로와 대학원생 마이클 라웁은 세포 주기 진행의 유전적 기초를 기초를 연구하여 상당수 유전자에 복잡한 일시적이고 공간적인 행동을 제어하는 조절 단백질 DnaA, GcrA, CtrA를 규명하는 결과를 도출하였다. 샤피로는 디콘 앨리와 재닌 매독과 함께 한 연구에서 세포 내에서 화학 수용체 단백질이 특정 영역을 차지하고 있음을 보여줄 수 있었으며, 크리스틴 제이콥스-와그너, 재닌 매독과는 신호를 나타내는 포스포키나아제 또한 세포 기둥에 특정 위치를 가지고 있음을 보여주었다. 2005년, 샤피로는 연속현미촬영장치와 형광 꼬리표를 사용하여 "이전에 생각했던 것보다 훨씬 높은 수준의 공간 구성"을 수반한 정돈된 위치 특정 방식으로 염색체 영역이 복제되었음을 입증할 수 있었다.
세포 주기, 비대칭 세포 분열, 세포 분화의 조절을 연구하면서, 샤피로의 연구는 동일한 세균 세포가 다른 세포 유형으로 분리되는 유전 및 분자적 과정을 훨씬 더 깊이 이해할 수 있게 되었다. 이것은 단세포 세균에서 다세포 생물에 이르기까지 모든 생명의 밑바탕이 되는 기본 과정이다. 카울로박터의 세포 주기 과정 또한 줄기 세포 분열과 유사하게 두 개의 별개 세포가 발생함을 보여주는데, 그 중 하나는 부모 세포와 다르며 다른 하나는 그렇지 않다.
1995년부터 그가 할리 맥애덤스와 함께 한 연구에서는 전기 회로 분야의 견식과 분석 기술을 세균에 적용하여 생물학적 체계가 전체적으로 어떻게 작동하는가를 조사하였다. 게놈 기반의 전산 모형, 특히 조절망의 연구는 시스템 생물학에서 점차 중요해지고 있다. 카울로박터의 세포 주기 제어 논리를 상태 기계로 검토하면 세균 세포 주기 조절을 전체 세포 현상으로 이해할 수 있다.

### 생명공학
2002년, 샤피로는 물리학자이자 발생생물학자인 할리 맥애덤스, 펜실베이니아 주립 대학교의 화학자 스티븐 벤코빅과 함께 아나코 파마슈티컬스를 설립하였다. 팔로알토에 위치한 이 생명공학 회사의 목적은 새로운 유형의 항생제와 항진균제를 설계하고 개발하는 것이다. 이들은 붕소 원자를 포함하는 소분자의 새로운 부류를 개발하였으며, 손발톱의 진균류 치료제 커르딘의 FDA 승인을 받아, 지난 25년 동안 만들어진 두 가지 항진균제 중 하나를 생산하였다. 두번째 약물은 아토피성 피부 치료제 크리사보롤로, 2015년 3단계 임상 시험을 성공적으로 마무리지었다. 2015년, 샤피로, 벤코빅, 핑크와 심멜은 가정과 농업용 붕소 포함 라이브러리를 이용하기 위해 Boragen, LLC를 설립하였다.

### 주창
샤피로는 클린턴 정부와 두번째 부시 정부에 자문을 제공하였다. 그는 스탠포드 대학교 프리먼 스포질 국제 연구소의 국제 안보 및 협력 센터에 소속되어 있다. 그는 신종 전염병의 잠재적 영향력을 특히 염려하고 있다. 전염병에 특별히 중요한 관심을 두어야 하는 여러 문제가 있다. 그 중 하나는 항생제에 내성을 갖는 미생물의 발달로, 1950년대 항생제 과다 사용의 결과로 나타나고 있는 것이다. 샤피로는 약물 내성 세균의 발달을 막기 위해 특정 세균과 이 세균의 약물 내성 기제를 공격하는 약물 개발에 관여하고 있다. 또 하나의 염려는 증가된 해외 여행과 미개척 지역으로의 인구 확장 및 기후 변화로 인해 세균이 이전에 노출되지 않은 인구 집단에 들어가게 되는 것이다. 여기에는 인플루엔자와 같이 한 종에서 다른 종으로 이동하는 동물 매개 전염병도 포함된다. 자연적으로 발생하거나 의도적으로 발생한 생물학적 위협에 대처하기 위해서는 세포 및 해당 환경의 세포 개체수에서 내부적으로 관련된 기제를 이해하는 것이 필수적이다. 샤피로는 생명 체계의 복잡성 이해의 중요함을 강조하며, 이 체계에 개입하는 것이 예상치 못한 결과를 낳을 수 있다는 것을 인식할 필요가 있음을 부각한다.

## 수상과 영예
- 2014년 펄 마이스터 그린가드 상[16]
- 2013년 미국 세포 생물학회 ASCB 여성 세포 생물학 평생 공로상[17]
- 2012년 루이자 그로스 호로위츠 상, 리처드 로식과 조 루트켄하우스 공동 수상[8][18]
- 2012년 스탠포드 대학교 의과 대학 딘 훈장
- 2011년 국가 과학 훈장[3][4]
- 2010년 알버트 아인슈타인 칼리지 의과 대학 자랑스런 동문상
- 2010년 미국 미생물학회 애보트 평생 공로상[19][20]
- 2009년 캐나다 게어드너 국제상, 리처드 로식 공동 수상[6][21][22]
- 2009년 존 스콧 레거시 훈장 및 상, 할리 맥애덤스 공동 수상[3]
- 2008년 UC 버클리 히치콕 교수직
- 2005년 셀먼 A. 왁스먼 미생물학상[23]
- 2003년 미국 철학회 회원[24]
- 1994년 미국 국립 과학 아카데미[2][18]
- 1993년 미국 미생물학 아카데미[18]
- 1992년 미국 예술 과학 아카데미[2][18]
- 1991년 미국 국립 과학 아카데미 의학회[2][18]
- 1983년 브루클린 칼리지 자랑스런 동문상